# Bahnhof Stuttgart Schwabstraße
Der unterirdische Bahnhof Stuttgart Schwabstraße im Stadtbezirk Stuttgart-West, westlich der Innenstadt, liegt am Ende des ersten Bauabschnittes der Stuttgarter Verbindungsbahn. Im Bahnhof enden die Linien S4, S5, S6 und S60 der S-Bahn Stuttgart.
Mit rund 27.200 Reisenden pro Tag war der Bahnhof Schwabstraße um 2005 der zehntfrequentierteste Bahnhof in Baden-Württemberg.
In nordöstlicher Richtung folgt die S-Bahn-Station Feuersee. Südlich an den Bahnhof schließt sich der rund 5 km lange Hasenbergtunnel, mit dem Haltepunkt Universität, sowie die 1,5 km lange Wendeschleife an.

## Geschichte
In der Planung der S-Bahn Stuttgart war der Bahnhof als vorläufiger Endpunkt des 3,2 km langen Innenstadttunnels geplant. In der 1. Betriebsstufe der S-Bahn wurde mit 30.000 Fahrgästen pro Tag gerechnet, in der 2. Betriebsstufe (mit der Verlängerung nach Böblingen und zum Flughafen) mit etwa 35.000.
Die Station war Teil des 1. Ausführungsvertrages zur S-Bahn, der 1971 geschlossen wurde. Der Bauauftrag für den Rohbau wurde 1974 an eine Arbeitsgemeinschaft der Firmen Holzmann (Frankfurt am Main), Baresel (Stuttgart) und Hochtief (Essen) vergeben. Der Bau gestaltete sich aufgrund des von der Baugrube aus aufgefahrenen bergmännischen Baus der Wendeschleife sehr aufwändig. Der Rohbau wurde im Dezember 1977 abgeschlossen. 1978 ging der erste Bauabschnitt der Verbindungsbahn vom Hauptbahnhof zur Schwabstraße in Betrieb. 1985 folgte eine Verlängerung in Richtung Südwesten zur Universität. Ein Teil der Züge endet jedoch auch weiterhin im Bahnhof Schwabstraße und durchfährt anschließend die Wendeschleife.
Laut einer 2019 vorgelegten Untersuchung zur Einführung von ETCS auf der S-Bahn Stuttgart ist die Station Schwabstraße in nördlicher Fahrtrichtung für die Kapazität (Mindestzugfolgezeit) der Stammstrecke maßgebend.
Der Bahnhof wurde während der Sommerferien 2021 weitgehend barrierefrei ausgebaut und erhielt dazu ein taktiles Wegeleitsystem sowie Brailleschriftfelder.

## Anlagen
Der Bahnhof liegt auf Ebene −2 zwischen 11 und 27 m unter der Straßenoberfläche, bei einem in 6 bis 8 Meter Tiefe liegenden Grundwasserspiegel.
Der Bahnhof verfügt über einen 210 m langen und 8,80 m breiten Mittelbahnsteig mit zwei Bahnsteigkanten. Er liegt in einer Längsneigung von 1,6 Promille. Gleis 1 dient den Zügen in Richtung Vaihingen und den hier endenden Zügen, Gleis 2 den Zügen in Richtung Hauptbahnhof. Zugänge zum Bahnsteig befinden sich an beiden Bahnsteigenden. Am westlichen Bahnsteigende verzweigen sich die Gleise in Richtung Universität und Wendeschleife.
Auf der darüber liegenden Ebene −1 liegen Ausgangsbauwerke.
Im Dezember 2015 wurden Entrauchungsanlagen planfestgestellt.

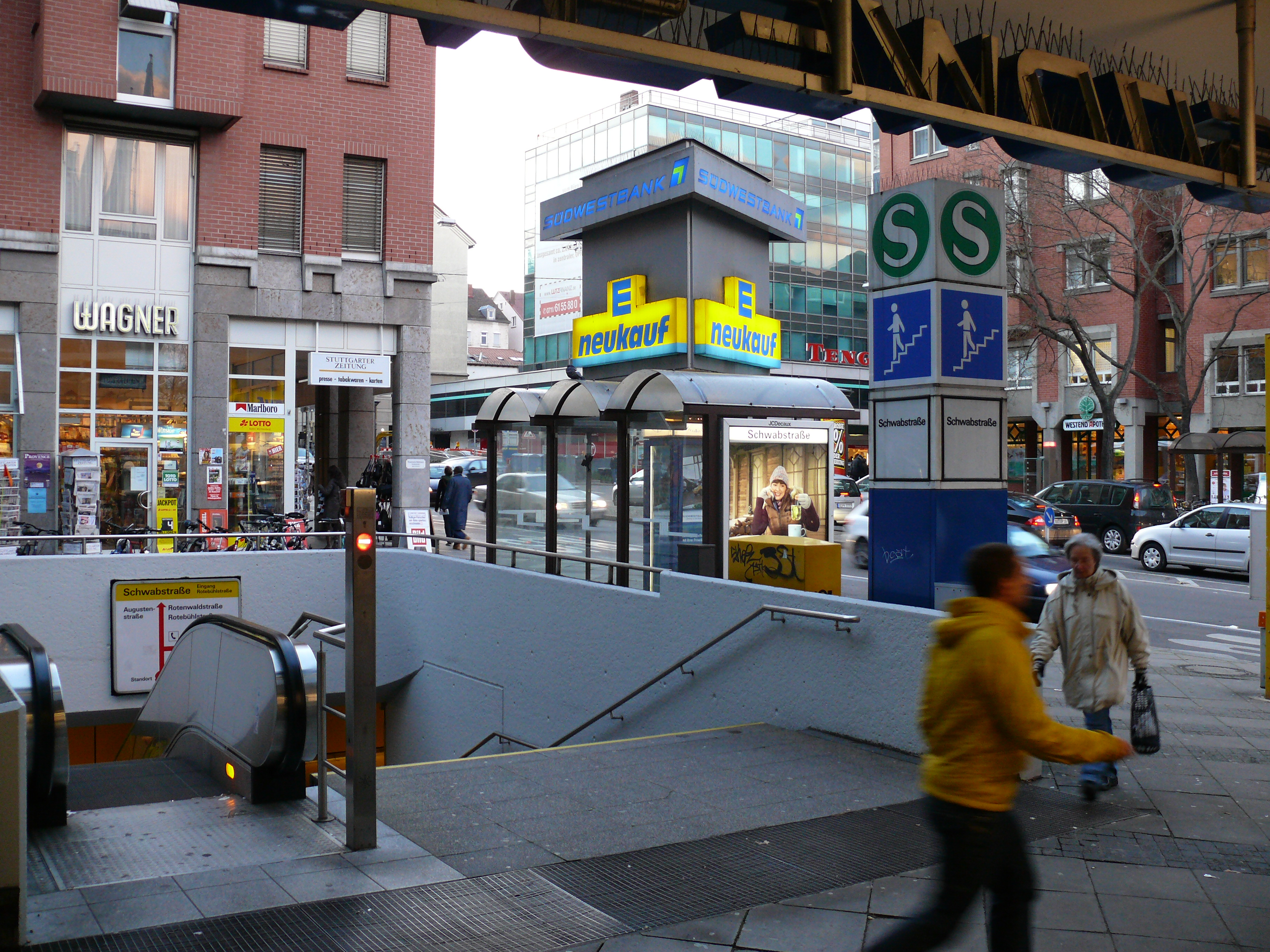
Zugang an der Oberfläche
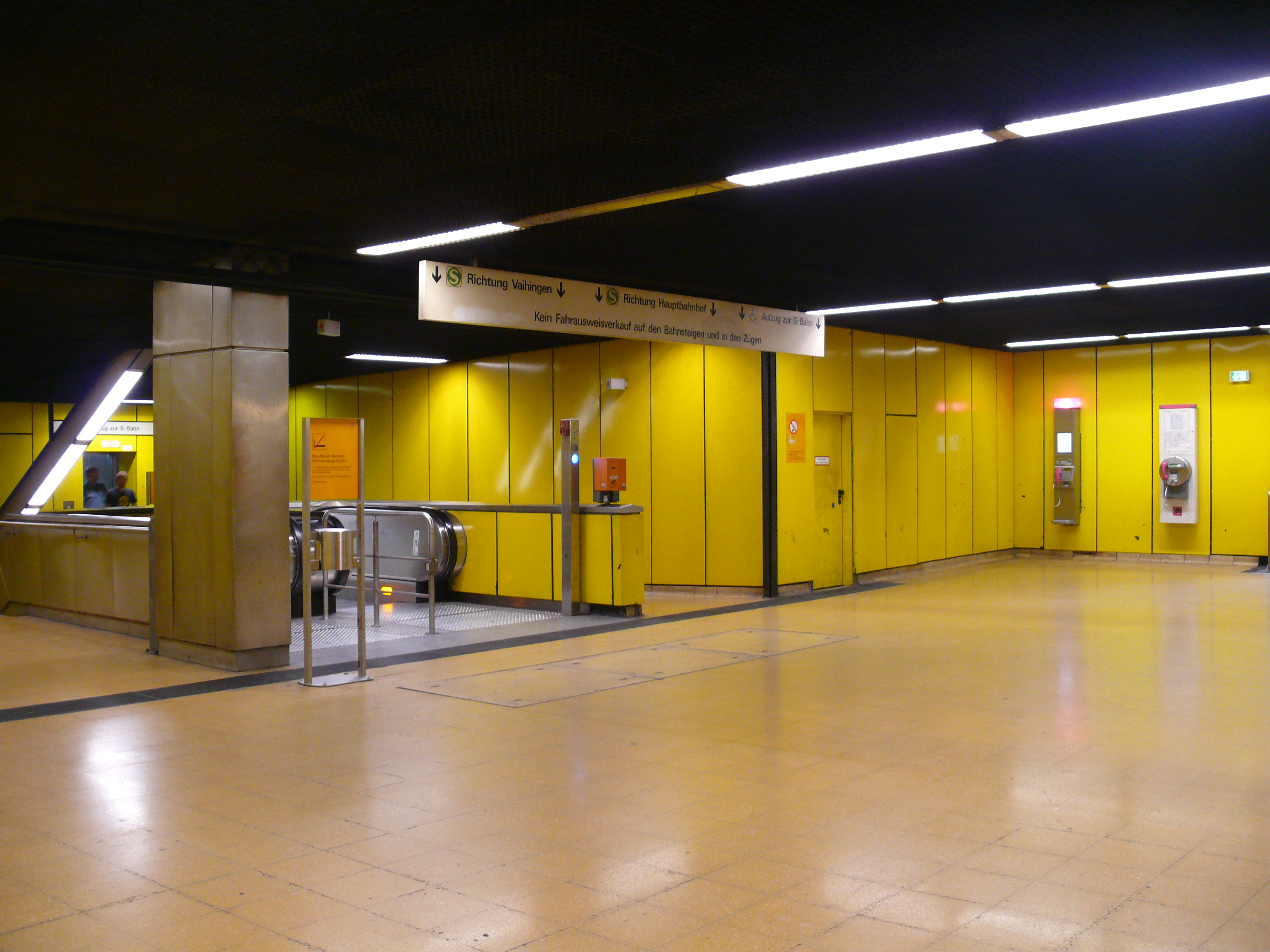
Westliche Verteilerebene
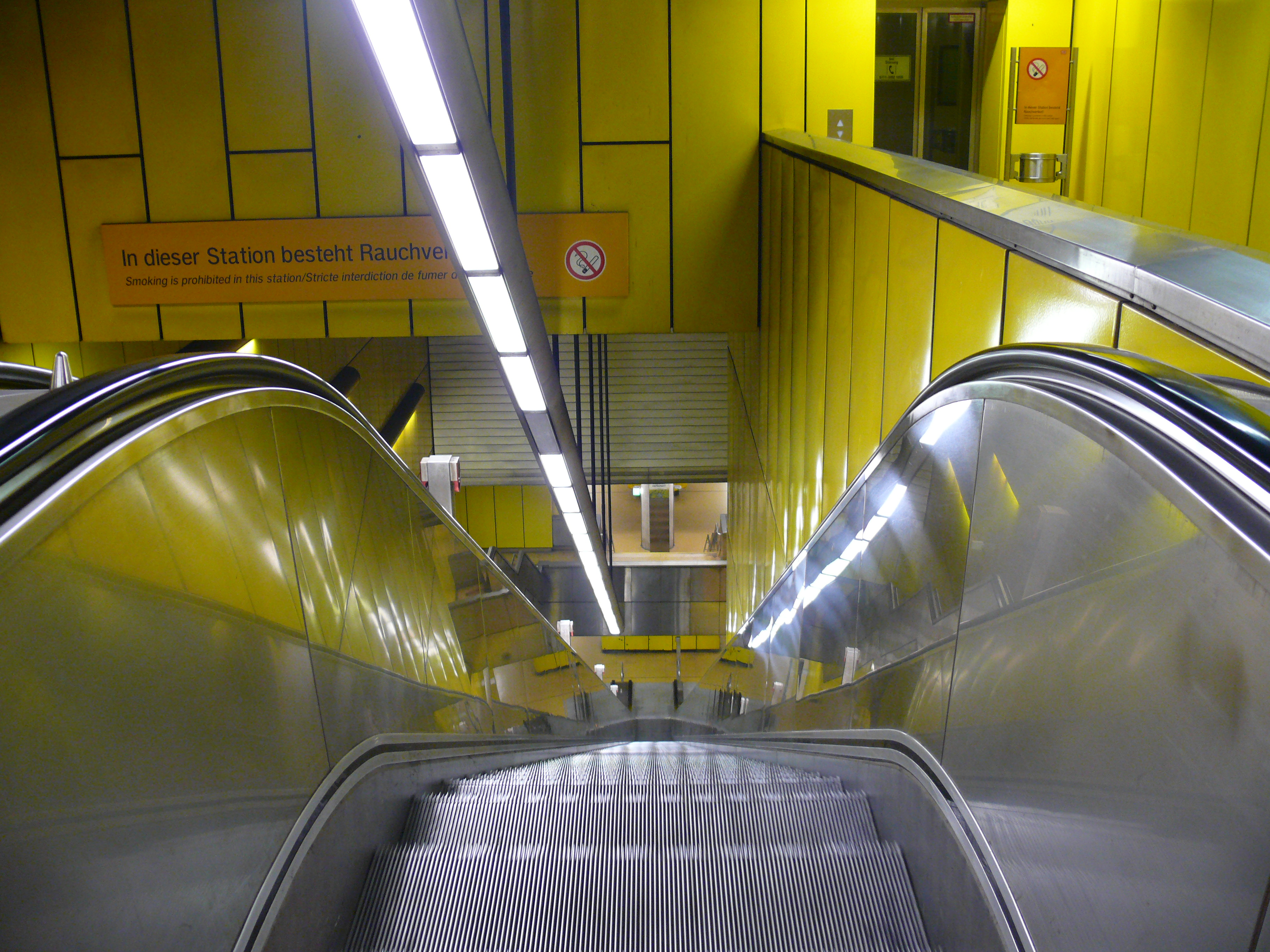
Abgang von der westlichen Verteilerebene zur Bahnsteigebene
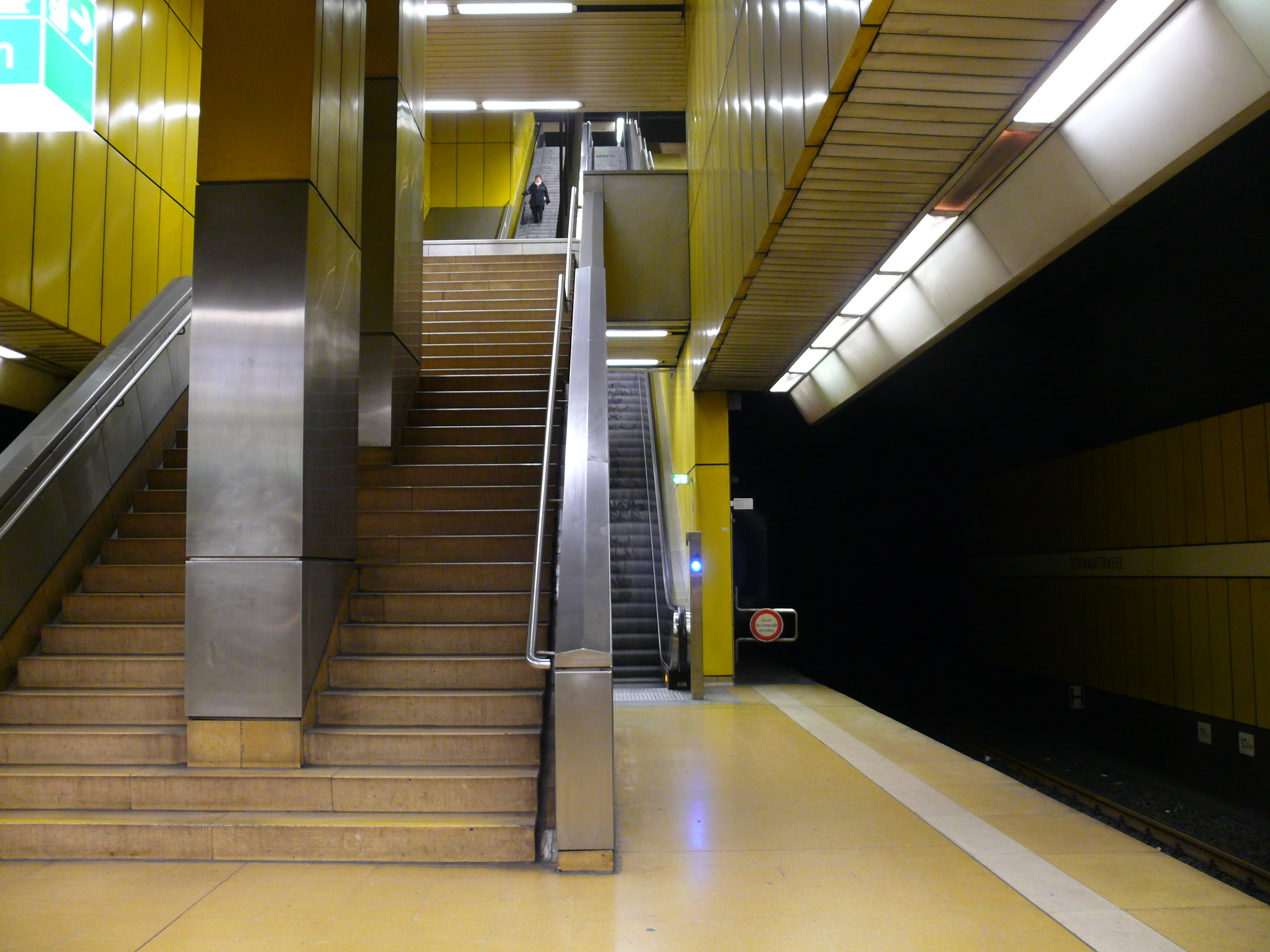
Treppe und dahinter die Rolltreppe auf der Bahnsteigebene
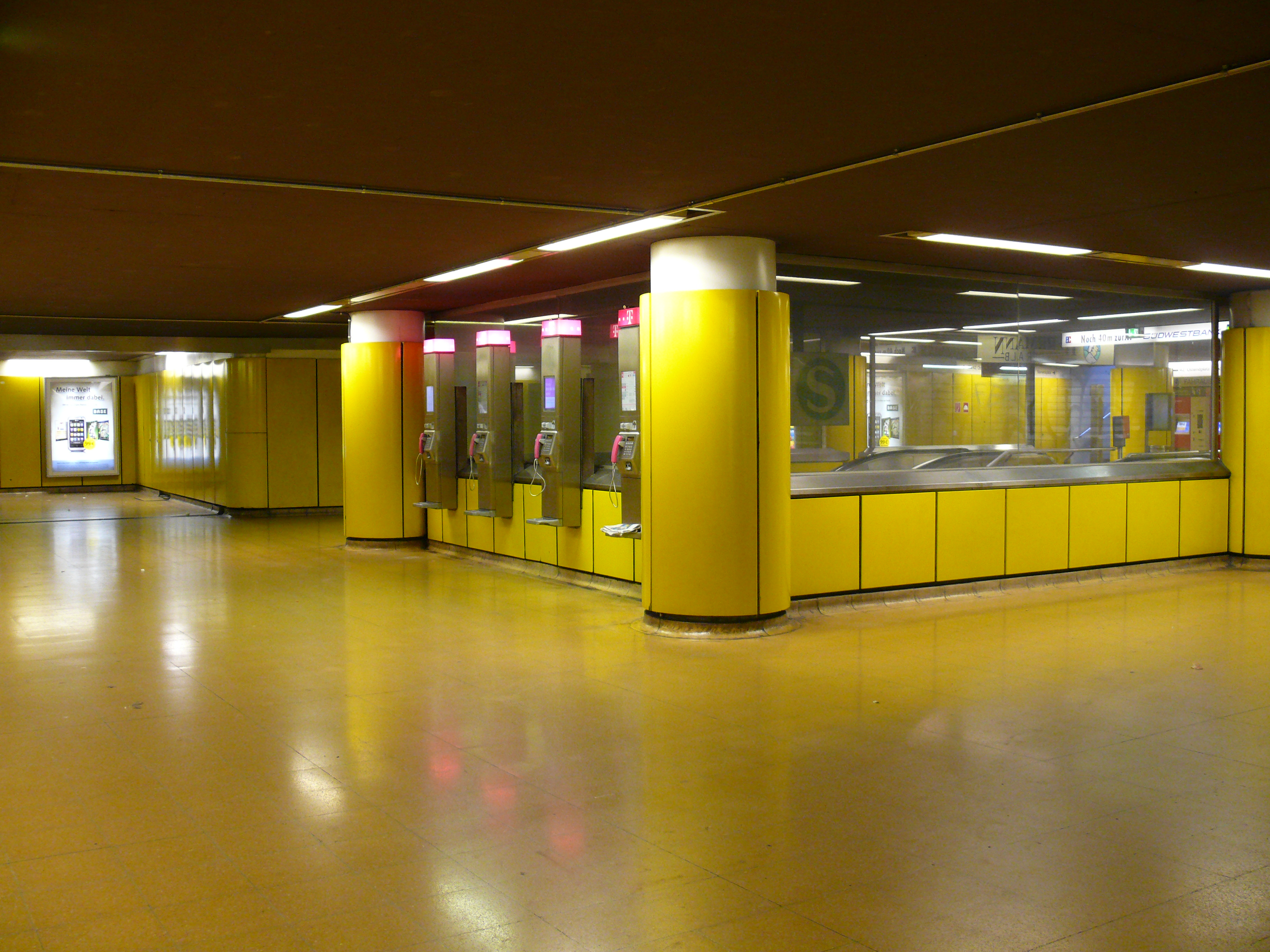
Östliche Verteilerebene
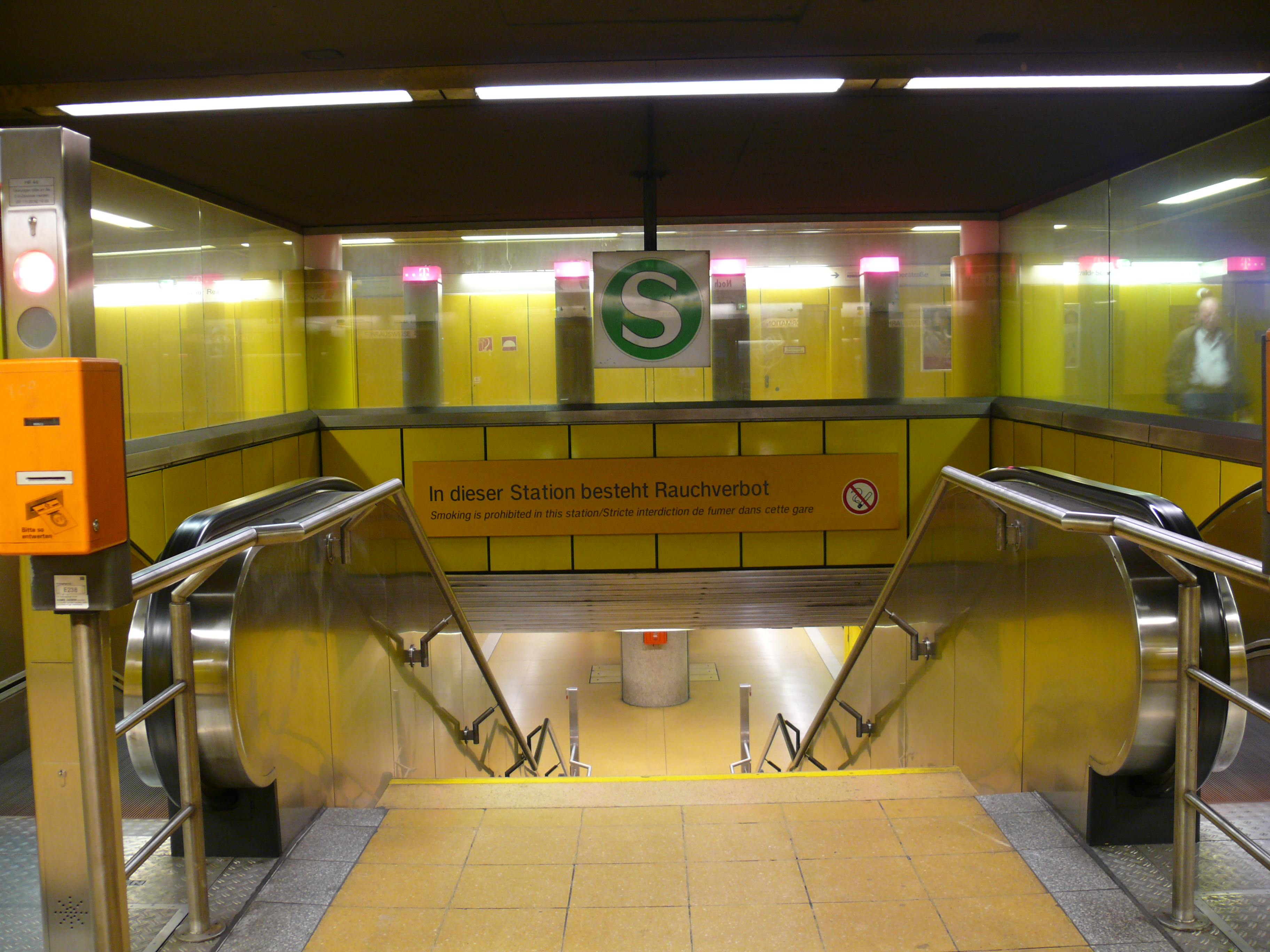
Abgang von der östlichen Verteilerebene zur Bahnsteigebene
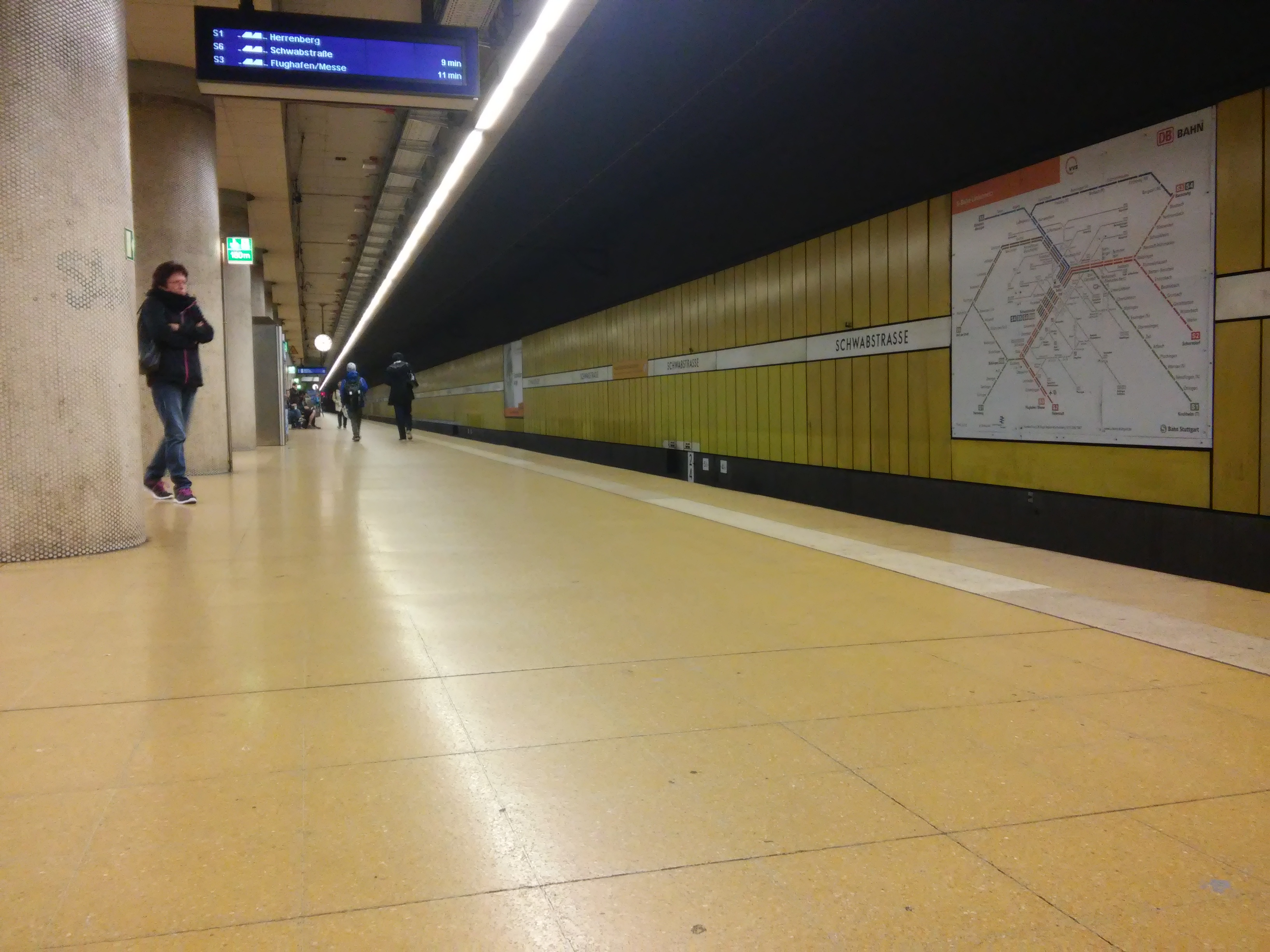
Blick auf Gleis 1

Im Dezember 2020 wurde die Bauausführung für das Projekt „Licht + Farbe Stuttgart, Revitalisierung“ u. a. für die Station Schwabstraße ausgeschrieben. In den Sommerferien 2021 und 2022 erfolgten u. a. Bodenbelags- und Malerarbeiten.

## Wendeschleife

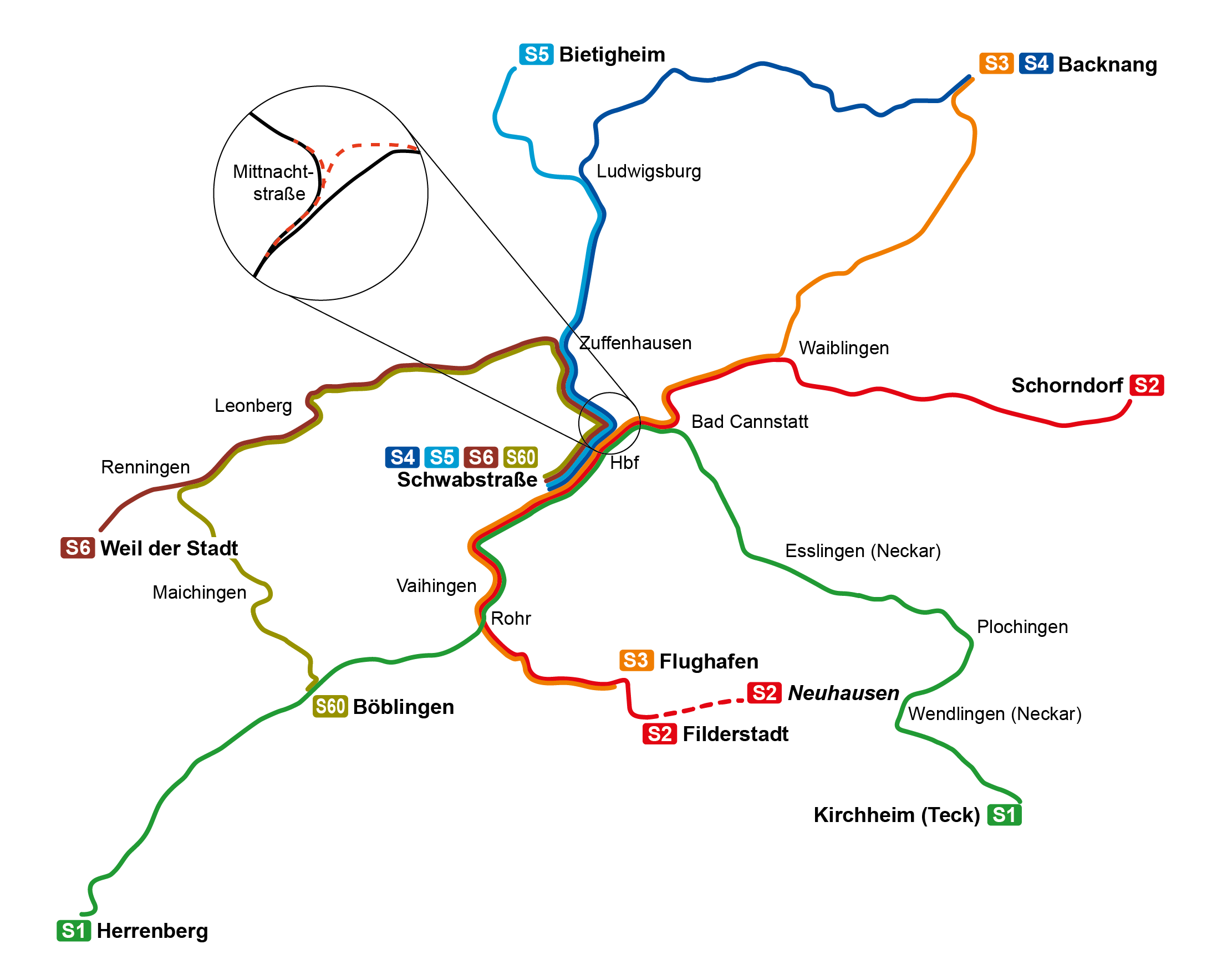
Liniennetz der S-Bahn Stuttgart mit dem Bahnhof Schwabstraße in der Mitte

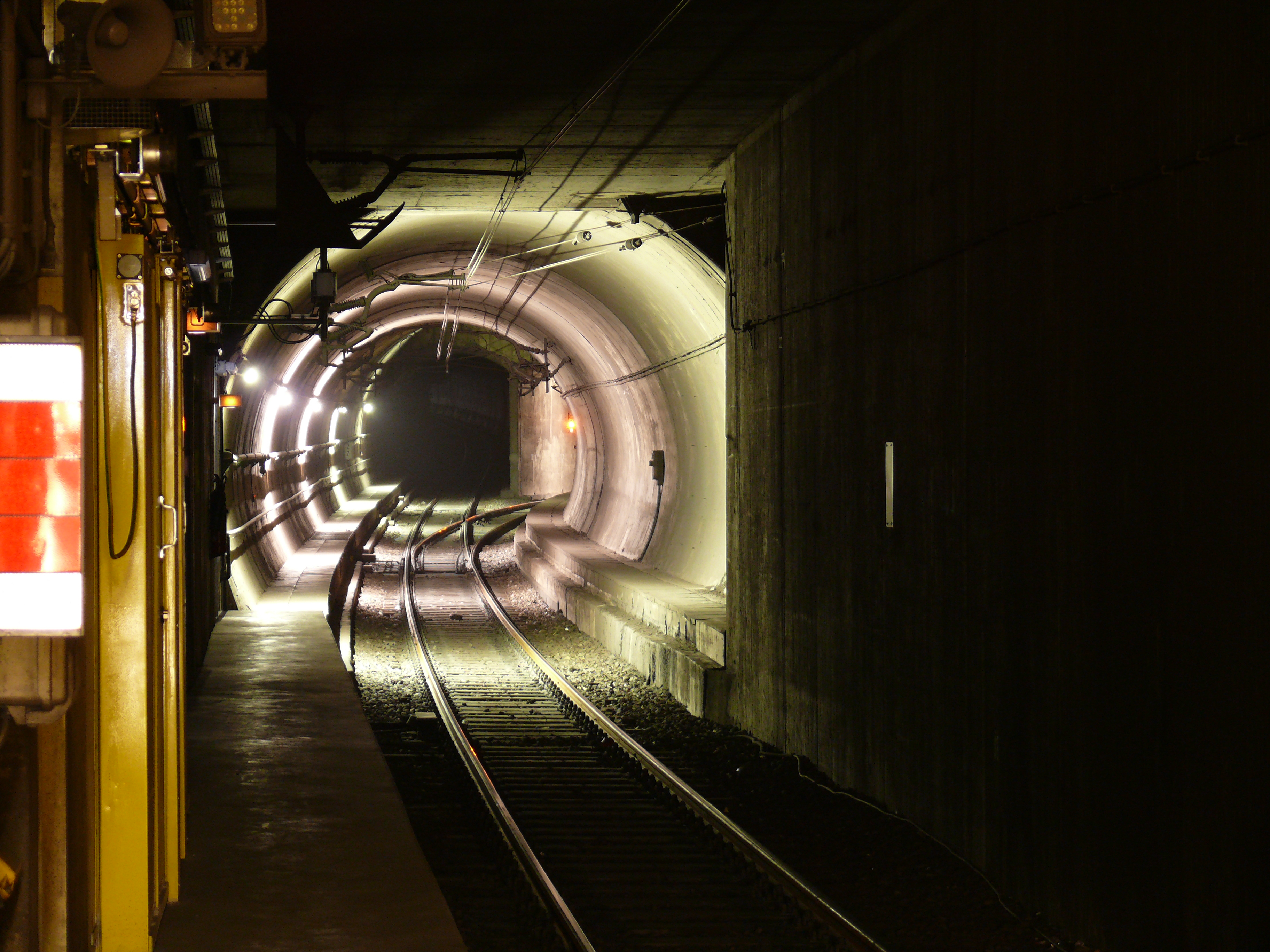
Hasenbergtunnel Richtung Stuttgart-Vaihingen. Rechts zweigt die unterirdische Wendeschleife ab.

Der Bahnhof besitzt eine bei Eisenbahnen seltene betriebliche Besonderheit: eine 1,51 km lange Wendeschleife. Sie fädelt mit Streckenkilometer 0,0 südlich des Bahnsteigsbereichs (Kilometer 2,6) aus dem Gleis Richtung Vaihingen aus und verläuft auf einer Länge von 1,0 km eingleisig. Daran schließt sich ein rund 300 m langer zweigleisiger Abschnitt an, der ein Ausweich- und Abstellgleis von 210 m Nutzlänge aufnimmt. Beim Streckenkilometer 1,3 beginnt der zweigleisige Abschnitt. Eingleisig fädelt die Strecke anschließend Richtung Hauptbahnhof ein.
Die Überdeckung beträgt zwischen 17 m in der Nähe der Bahnsteige und 80 m unter dem Westbahnhof. In Anbetracht der zahlreichen dort wendenden Züge wurde eine Wendeschleife trotz der höheren Baukosten für wirtschaftlicher befunden als stumpf endende unterirdische Wendegleise. Mit der Wendeschleife sollte gegenüber einer ebenfalls erwogenen zweigleisigen Stumpfgleis-Wendeanlage eine Mindestzugfolgezeit von 1,2 Minuten (gegenüber sonst 2,5 Minuten) erreicht werden können. Die Schleife sollte darüber hinaus fünf statt zwei Langzüge aufnehmen können. Durch die kürzere Wendezeit, in der weder Führerstandswechsel noch Bremsproben erforderlich waren, sollten im Rahmen des vorgesehenen Betriebsprogramms insgesamt drei Vollzüge eingespart werden können. Daneben galt die Aufteilung in mehrere eingleisige Tunnelröhren gegenüber der Stumpfgleis-Wendeanlage als bautechnisch einfacher und wirtschaftlicher.
Während der Bahnsteigbereich der Station Schwabstraße in offener Bauweise erstellt wurde, wurde die Schleife bergmännisch vorgetrieben. Am 7. Oktober 1974 begann der Vortrieb an der Schleife und der Bau von Verzweigungsbauwerken und von zunächst jeweils 60 m langen Tunnelstümpfen der beiden eingleisigen Röhren des Hasenbergtunnels in Richtung Gäubahn. Der übrige Hasenbergtunnel Richtung Vaihingen wurde ab 1979 gebaut und ging 1985 in Betrieb.
Der Tunnel wurde in Neuer Österreichischer Tunnelbauweise mit zwei Teilschnittmaschinen mit seinem vollen Querschnitt von 50 m² (im eingleisigen Bereich) bis zu 120 m² (Abzweigbereich) aufgefahren. Der Baugrund wurde dazu vereist. Der kreisförmige Tunnel weist einen Durchmesser von 6,70 m (im eingleisigen Bereich) bzw. 9,80 m (im zweigleisigen Bereich) auf. Die Innenschale, aus bewehrtem Stahlbeton, wurde mit einer Stärke zwischen 0,35 und 1,00 m ausgeführt.
Der vordere Teil der Wendeschleife liegt in ausgelaugtem Gipskeuper. Weil dieser brüchig ist und die Überdeckung hier gering ist, wurde das Gestein über dem Tunnelfirst mittels Gefrierverfahren standfest gemacht. Geologisches Problem im hinteren Teil der Wendeschleife war die Lage in anhydrithaltigen Gipskeuperschichten, die bei Wasserzutritt, der bei üblichen Tunnelbauverfahren unvermeidlich ist, stark quellen und somit starke Kräfte auf den Tunnelkörper ausüben.
Um ein Aufquellen des unausgelaugten Gipskeupers zu vermeiden, wurde die Wendeschleife völlig trocken aufgefahren. Der Tunnelquerschnitt hat einen lichten Radius von 4 m, an den sich eine 1 m dicke Tunnelschale anschließt. Im Betrieb sind keine durch den Anhydrit bedingten Schäden aufgetreten (Stand: 2003).
Bei der Vermessung der Wendeschleife kamen 40 Messpunkte zum Einsatz. Da es ansonsten keine Verbindung zur Oberfläche gibt, war die alleinige Basis der Vermessung die Station Schwabstraße. Nach einer Vortriebslänge von 850 m rechts und 900 m links fand der Durchschlag unter dem Westbahnhof statt; der Querfehler betrug dabei 8 mm, der Höhenfehler 2 mm. Das Tunnelprofil hat einen Innendurchmesser von 6,70 m im eingleisigen und 9,80 m im zweigleisigen Bereich. Der Radius der Schleife beträgt 190 m, die Länge 1500 m. Mit entsprechender Überhöhung kann 50 km/h gefahren werden. Die Längsneigung liegt zwischen 2,0 und 37,8 Promille.
Die Rohbauarbeiten wurden im März 1974 vergeben, der Baubeginn erfolgte im Oktober 1974 und wurden im Juli 1977 abgeschlossen. Die Baukosten (Rohbau) beliefen sich auf 48,9 Millionen DM.

## Bahnbetrieb
Das Betriebsstellenkürzel im Betriebsstellenverzeichnis lautet TSS.
Der Bahnhof liegt im VVS. Bei der DB Station&Service hat der Bahnhof Schwabstraße die Preisklasse 3.
Die Stationsfarbe ist gelb.
Der S-Bahn-Kernbereich, zwischen Mittnachtstraße und Österfeld, soll im Rahmen der ETCS-Ausrüstung der Stammstrecke betrieblich Teil eines rund 11 km langen Bahnhofs „Stuttgart Hbf (S-Bahn)“ werden, um die Auswirkung von (ETCS-)Störungen zu begrenzen.

### S-Bahn
| Linie | Strecke |
| ----- | --- |
| S 1   | Kirchheim (Teck) – Wendlingen (Neckar) – Plochingen – Esslingen (Neckar) – Neckarpark – Bad Cannstatt – Hauptbahnhof (tief) – Schwabstraße – Vaihingen – Rohr – Böblingen – Herrenberg |
| S 11  | Neckarpark – Bad Cannstatt – Hauptbahnhof (tief) – Schwabstraße – Vaihingen – Rohr – Böblingen – Herrenberg                                                                            |
| S 2   | Schorndorf – Fellbach – Waiblingen – Bad Cannstatt – Hauptbahnhof (tief) – Schwabstraße – Vaihingen – Rohr – Flughafen/Messe – Filderstadt                                             |
| S 3   | Backnang – Winnenden – Waiblingen – Bad Cannstatt – Hauptbahnhof (tief) – Schwabstraße – Vaihingen – Rohr – Flughafen/Messe                                                            |
| S 4   | Schwabstraße – Hauptbahnhof (tief) – Zuffenhausen – Ludwigsburg – Marbach (Neckar) – Backnang                                                                                          |
| S 5   | Schwabstraße – Hauptbahnhof (tief) – Zuffenhausen – Ludwigsburg – Bietigheim |
| S 6   | Schwabstraße – Hauptbahnhof (tief) – Zuffenhausen – Leonberg – Renningen – Weil der Stadt                                                                                              |
| S 60  | Schwabstraße – Hauptbahnhof (tief) – Zuffenhausen – Leonberg – Renningen – Magstadt – Sindelfingen – Böblingen                                                                         |

## Busverkehr
Die SSB-Buslinien 42 und 44 verkehren hier.
Die Haltestelle der Linie 42 befindet sich in der Schwabstraße, die der Linie 44 in der Rotebühlstraße.